# Diabrotica fulvofasciata
Diabrotica fulvofasciata es una especie de insecto coleóptero de la familia Chrysomelidae.
Fue descrita científicamente en 1889 por Jacoby.